# Mysteriet Williams

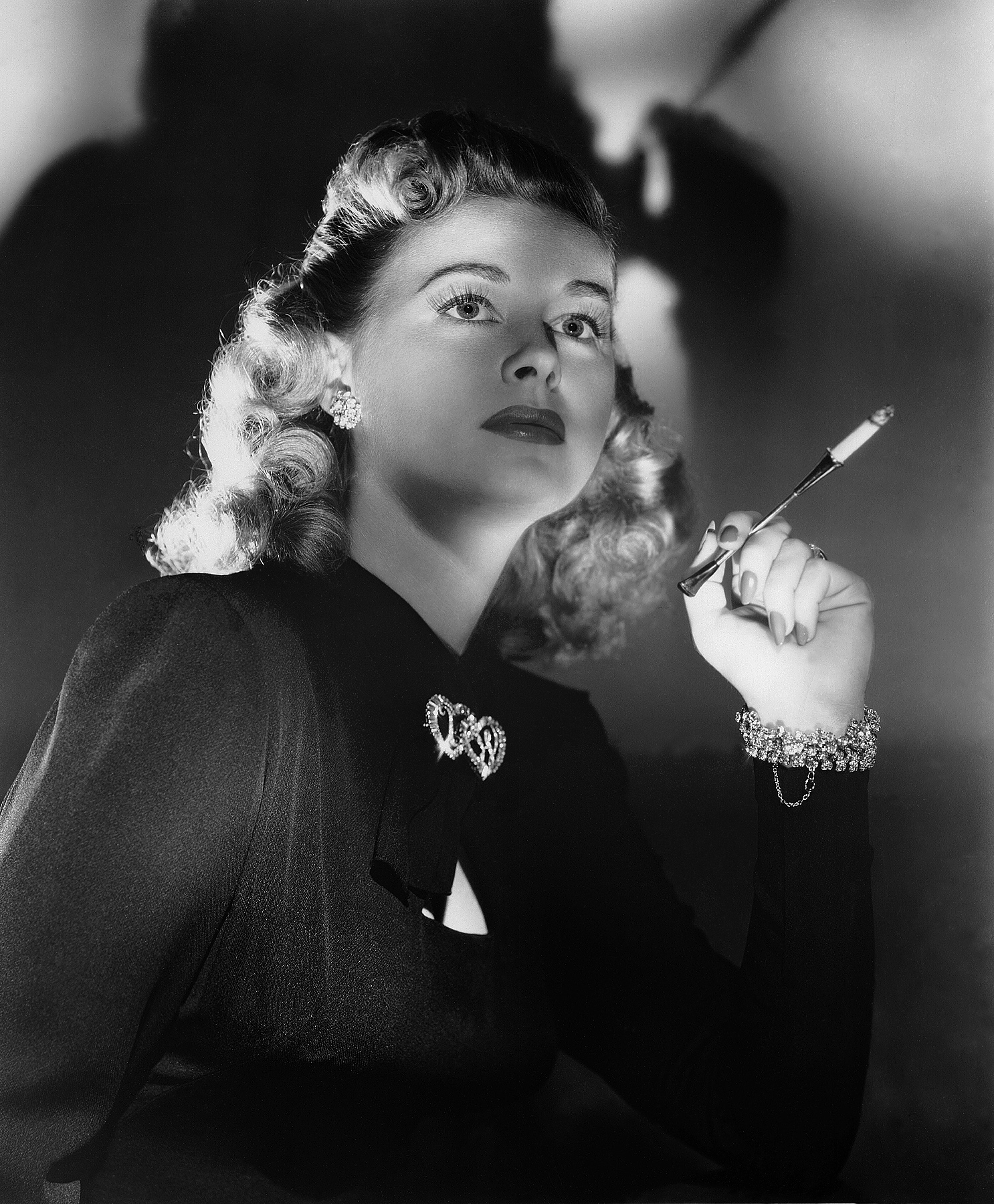
Helen Walker i rollen som Irene Williams.

Mysteriet Williams är en amerikansk film från 1949, regisserad av Arthur Lubin. Filmen är baserad på en historia av Jay Dratler, som även var medförfattare till filmens manus tillsammans med Dorothy Davenport.

## Handling
Miljonären Walter Williams utsätts för ett misslyckat mordförsök iscensatt av hans hustru Irene.

## Om filmen
Mysteriet Williams har visats i SVT, bland annat 2020 och i maj 2024.

## Rollista
| Brian Donlevy  | – Walter Williams |
| Ella Raines    | – Marsha Peters   |
| Charles Coburn | – Tom Quincy      |
| Helen Walker   | – Irene Williams  |
| Anna May Wong  | – Su Lin Chung    |
| Robert Warwick | – Callahan        |
| Clarence Kolb  | – Darcy           |